# Sablé-sur-Sarthe
Sablé-sur-Sarthe è un comune francese di 12 926 abitanti situato nel dipartimento della Sarthe nella regione dei Paesi della Loira. I suoi abitanti si chiamano Saboliens.
I comuni limitrofi sono Solesmes e Auvers-le-Hamon. Nel territorio comunale il fiume Erve confluisce nella Sarthe.
La cittadina è nota per la presa in ostaggio, il 9 marzo 2006, di 23 ostaggi da parte di un ex insegnante precario di 33 anni nel locale liceo professionale "Colbert de Torcy".

## Amministrazione

### Gemellaggi
- Bückeburg,  Germania

## Società

### Evoluzione demografica
Abitanti censiti